# کولن موزه
کولن موزه (به فرانسوی: Colin Muset) شاعر قرن سیزدهم میلادی اهل فرانسه است. او همچنین یک نوازنده‌ی چیره دست است که با سفر از قلعه‌ای به قلعه‌ی دیگر و خواندن آهنگ‌هایی از ساخته‌های خودش و نواختن ویله در شامپاین امرار معاش می‌کرد.